# Juristen, böse Christen
„Juristen, böse Christen“ war eine im Spätmittelalter und der frühen Neuzeit verbreitete abfällige Redensart über den Juristenstand, ein Topos der Juristenkritik.

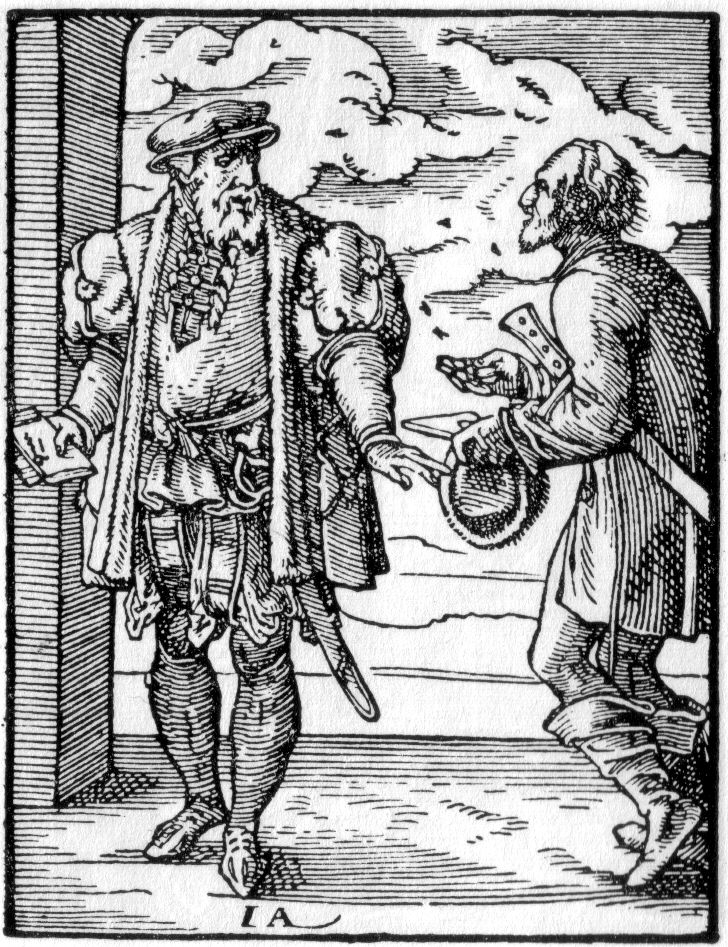
Der Procurator in Jost Ammans Ständebuch von 1568. Die gereimte Bildunterschrift von Hans Sachs beginnt mit den Worten Ich procurir vor dem Gericht, und offt ein böse sach verficht.

Werden heute Rechtsanwälte mehr oder weniger scherzhaft als Rechtsverdreher bezeichnet, so stand hinter dem Sprichwort eine ernste moralische Anklage, die sich auf das Aufkommen der gelehrten, akademischen Juristen bezog.
In seinem um 1300 geschaffenen Lehrgedicht Der Renner stellte Hugo von Trimberg den guten Juristen die bösen „Judisten“ (Judassöhne) gegenüber – vier Handschriften lesen stattdessen „Juristen“. Habgierige Juristen stehen auf der Seite der Mächtigen und beugen mit ihren Spitzfindigkeiten das Recht der Armen, ohne auf die Wahrheit zu achten. Im Ackermann aus Böhmen des Johannes von Tepl wird die Berechtigung des Juristenstandes vom Tod prinzipiell angezweifelt: „Juriste, der gewissenlos criste“.
Belege aus der Reformationszeit lassen erkennen, dass die Redewendung von den Juristen als bösen Christen, die listenreich für Ungerechtigkeit sorgen, allgemein verbreitet war. Martin Luther hat sie des Öfteren verwendet, wobei er insbesondere die rabulistische Buchgelehrsamkeit der katholischen Kanonisten im Blick hatte. Noch 1666 war das Sprichwort höchst populär. Im 17. Jahrhundert entstanden „Juristenspiegel“, die auf die allgemein verbreitete Kritik antworteten, indem sie die persönliche Integrität des Anwalts forderten.

„Über Jahrhunderte hinweg ist so die Geschichte des Sprichwortes ‚Juristen, böse Christen‘ eine Geschichte des Sozialprestiges der Juristen und der inneren und äußeren Gefährdungen des juristischen Berufs. Auch wenn die Redensart heute nicht mehr sehr gebräuchlich ist, leben doch unverkennbar viele Motive weiter, die im Laufe der Entwicklung mit ihr verbunden waren.“